# Mistrzostwa Ameryki Południowej w Lekkoatletyce 2011
47. Mistrzostwa Ameryki Południowej w Lekkoatletyce – zawody lekkoatletyczne, które odbyły się od 2 do 5 czerwca 2011 w Buenos Aires.
Czempionat Ameryki Południowej dziewiąty raz odbył się w Argentynie (poprzednio w 1997), a stolica kraju ugościła zawody szósty raz w historii. Złoci medaliści mistrzostw, za zgodą swoich narodowych federacji, byli zwolnieni z konieczności uzyskania minimum kwalifikacyjnego na mistrzostwa świata (przełom sierpnia i września 2011) i mogli wystąpić na tej imprezie z dzikimi kartami.

## Rezultaty

### Mężczyźni
| Konkurencja:                  | 1. miejsce                                                                              | Rezultat     | 2. miejsce                                                                      | Rezultat  | 3. miejsce                                                                   | Rezultat  |
| Bieg na 100 m                 | Nílson Andrè                                                                            | 10,35        | Kael Becerra                                                                    | 10,41     | Sandro Viana                                                                 | 10,44     |
| Bieg na 200 m                 | Daniel Grueso                                                                           | 20,90        | Mariano Jiménez                                                                 | 21,06     | Cristián Reyes                                                               | 21,09     |
| Bieg na 400 m                 | Kléberson Davide                                                                        | 46,74        | Geiner Mosquera                                                                 | 47,19     | Luis Eduardo Ambrósio                                                        | 47,57     |
| Bieg na 800 m                 | Rafith Rodríguez                                                                        | 1:51,38      | Kléberson Davide                                                                | 1:52,42   | Sebastián Vega                                                               | 1:52,43   |
| Bieg na 1500 m                | Leandro Prates Oliveira                                                                 | 3:45,55      | Hudson de Souza                                                                 | 3:46,35   | Federico Bruno                                                               | 3:47,81   |
| Bieg na 5000 m                | Javier Carriqueo                                                                        | 13:58,27     | Vítor Aravena                                                                   | 13:59,81  | Javier Guarín                                                                | 14:00,64  |
| Bieg na 10 000 m              | Giovani dos Santos                                                                      | 28:41,02     | Damiao Anselmo de Souza                                                         | 28:53,94  | Jhon Tello                                                                   | 28:56,46  |
| Bieg na 3000 m z przeszkodami | Hudson de Souza                                                                         | 8:36,53      | Marvin Blanco                                                                   | 8:37,02   | Mariano Mastromarino                                                         | 8:38,91   |
| Bieg na 110 m przez płotki    | Matheus Inocêncio                                                                       | 13,70        | Jorge McFarlane                                                                 | 13,77     | Paulo César Villar                                                           | 13,85     |
| Bieg na 400 m przez płotki    | Andrés Silva                                                                            | 49,94        | Mahau Suguimati                                                                 | 51,11     | Víctor Solarte                                                               | 51,13     |
| Sztafeta 4 × 100 m            | Brazylia · Carlos Roberto de Moraes · Sandro Viana · Nílson Andrè · Ailson Feitosa      | 39,87        | Kolumbia · Isidro Montoya · Geiner Mosquera · Luis Carlos Nuñez · Daniel Grueso | 39,88     | Chile · Ignacio Rojas · Cristián Reyes · Kael Becerra · Jorge Rojas          | 40,83     |
| Sztafeta 4 × 400 m            | Brazylia · Luis Eduardo Ambrósio · Kléberson Davide · Wagner Cardoso · Hederson Stefani | 3:08,95      | Kolumbia · Yeison Rivas · Geiner Mosquera · Diego Palomeque · Rafith Rodríguez  | 3:09,67   | Argentyna · Josué Iarritú · Fabio Martínez · Miguel Wilken · Mariano Jiménez | 3:13,30   |
| Chód na 20 000 m              | Andrés Chocho                                                                           | 1:20:23,8 CR | Gustavo Restrepo                                                                | 1:20:36,6 | Yerko Araya                                                                  | 1:20:47,2 |
| Skok w dal                    | Jorge Mc Farlane                                                                        | 7,95         | Rafael Mello                                                                    | 7,85      | Daniel Pineda                                                                | 7,82      |
| Trójskok                      | Maximiliano Díaz                                                                        | 16,51        | Jonathan Henrique Silva                                                         | 16,45     | Jefferson Sabino                                                             | 16,45     |
| Skok wzwyż                    | Diego Ferrín                                                                            | 2,23         | Guilherme Cobbo                                                                 | 2,20      | Carlos Layoy                                                                 | 2,20      |
| Skok o tyczce                 | Fábio da Silva                                                                          | 5,20         | Germán Chiaraviglio                                                             | 5,20      | Rubén Benítez                                                                | 4,90      |
| Pchnięcie kulą                | Germán Lauro                                                                            | 19,61        | Edder Moreno                                                                    | 18,93     | Maximiliano Alonso                                                           | 17,95     |
| Rzut dyskiem                  | Ronald Julião                                                                           | 62,72 CR     | Germán Lauro                                                                    | 59,98     | Jesús Parejo                                                                 | 57,42     |
| Rzut młotem                   | Juan Ignacio Cerra                                                                      | 72,12        | Wagner Domingos                                                                 | 70,65     | Allan Wolski                                                                 | 66,85     |
| Rzut oszczepem (szczegóły)    | Arley Ibargüen                                                                          | 73,61        | Dairon Márquez                                                                  | 73,15     | Víctor Fatecha                                                               | 72,51     |
| Dziesięciobój                 | Luiz Alberto de Araújo                                                                  | 7944 pkt. CR | Román Gastaldi                                                                  | 7545 pkt. | Georni Jaramillo                                                             | 7051 pkt. |

### Kobiety
| Konkurencja:                  | 1. miejsce                                                                           | Rezultat     | 2. miejsce                                                                            | Rezultat    | 3. miejsce                                                                              | Rezultat  |
| Bieg na 100 m                 | Ana Cláudia Lemos                                                                    | 11,46        | Yomara Hinestroza                                                                     | 11,63       | Rosemar Coelho                                                                          | 11,80     |
| Bieg na 200 m                 | Ana Cláudia Lemos                                                                    | 23,18        | Norma González                                                                        | 23,22       | Jaílma de Lima                                                                          | 23,54     |
| Bieg na 400 m                 | Norma González                                                                       | 52,14        | Yenifer Padilla                                                                       | 52,55       | Geisa Coutinho                                                                          | 52,84     |
| Bieg na 800 m                 | Rosibel García                                                                       | 2:04,76      | Andrea Ferris                                                                         | 2:05,13     | Muriel Coneo                                                                            | 2:05,25   |
| Bieg na 1500 m                | Rosibel García                                                                       | 4:22,18      | Tatiele de Carvalho                                                                   | 4:22,94     | Sandra Amarillo                                                                         | 4:23,94   |
| Bieg na 5000 m                | Fabiana Cristine da Silva                                                            | 15:39,67 CR  | Rosa Godoy                                                                            | 15:43,36 NR | Cruz da Silva                                                                           | 15:43,91  |
| Bieg na 10 000 m              | Simone da Silva                                                                      | 31:59,11 CR  | Rosa Godoy                                                                            | 32:51,10    | Cruz da Silva                                                                           | 32:53,72  |
| Bieg na 3000 m z przeszkodami | Ángela Figueroa                                                                      | 9:58,00      | Eliane Luanda da Silva                                                                | 10:22,96    | Jovana de la Cruz                                                                       | 20:24,67  |
| Bieg na 100 m przez płotki    | Briggit Merlano                                                                      | 13,07        | Maíla Machado                                                                         | 13,22       | Lina Florez                                                                             | 13,23     |
| Bieg na 400 m przez płotki    | Jaílma de Lima                                                                       | 57,13        | Princesa Oliveros                                                                     | 58,07       | Deborah Rodríguez                                                                       | 58,63     |
| Sztafeta 4 × 100 m            | Kolumbia · Eliecith Palacios · Alejandra Idrobo · Yomara Hinestroza · Norma González | 44,11        | Brazylia · Rosemar Coelho Neto · Vanda Gomes · Ana Cláudia Silva · Franciela Krasucki | 44,56       | Chile · María Carolina Díaz · María Fernanda Mackenna · Isidora Jiménez · Daniela Pavez | 46,42     |
| Sztafeta 4 × 400 m            | Brazylia · Geisa Coutinho · Aline dos Santos · Joelma Sousa · Jaílma de Lima         | 3:31,66      | Kolumbia · Alejandra Idrobo · Evelys Aguilar · Princesa Oliveros · Yenifer Padilla    | 3:37,66     | Chile · Javiera Errazuriz · Isidora Jiménez · Paula Goni · María Fernanda Mackenna      | 3:49,51   |
| Chód na 20 000 m              | Ingrid Hernandez                                                                     | 1:32:09,4 CR | Milángela Rosales                                                                     | 1:32:17,6   | Arabelly Orjuela                                                                        | 1:32:48,7 |
| Skok w dal                    | Maurren Maggi                                                                        | 6,52         | Keila Costa                                                                           | 6,45        | Caterine Ibargüen                                                                       | 6,45      |
| Trójskok                      | Caterine Ibargüen                                                                    | 14,59w       | Keila Costa                                                                           | 13,96       | Gisele de Oliveira                                                                      | 13,43     |
| Skok wzwyż                    | Marielys Rojas                                                                       | 1,80         | Betsabé Páez                                                                          | 1,77        | Aline Fernanda Santos                                                                   | 1,77      |
| Skok o tyczce                 | Fabiana Murer                                                                        | 4,70 WL CR   | Karla da Silva                                                                        | 4,00        | Milena Agudelo                                                                          | 3,90      |
| Pchnięcie kulą                | Natalia Ducó                                                                         | 17,15        | Elisângela Adriano                                                                    | 16,55       | Ángela Rivas                                                                            | 16,15     |
| Rzut dyskiem                  | Andressa de Morais                                                                   | 57,54        | Karen Gallardo                                                                        | 54,91       | Fernanda Borges                                                                         | 54,18     |
| Rzut młotem                   | Jennifer Dahlgren                                                                    | 72,70 CR     | Eli Johana Moreno                                                                     | 68,53       | Rosa Rodríguez                                                                          | 67,28     |
| Rzut oszczepem                | María Lucelly Murillo                                                                | 55,85        | Leryn Franco                                                                          | 55,66       | Alessandra Resende                                                                      | 54,61     |
| Siedmiobój                    | Vanessa Spínola                                                                      | 5428 pkt.    | Agustina Zerboni                                                                      | 5226 pkt.   | Melry Neri Caldeira                                                                     | 5208 pkt. |

## Klasyfikacja medalowa
| Miejsce | Kraj      | Złoto | Srebro | Brąz | Razem |
| 1.      | Brazylia  | 21    | 16     | 14   | 51    |
| 2.      | Kolumbia  | 12    | 12     | 9    | 33    |
| 3.      | Argentyna | 5     | 8      | 7    | 20    |
| 4.      | Ekwador   | 2     | 0      | 0    | 2     |
| 5.      | Chile     | 1     | 3      | 7    | 11    |
| 6.      | Wenezuela | 1     | 2      | 4    | 7     |
| 7.      | Peru      | 1     | 1      | 1    | 3     |
| 8.      | Urugwaj   | 1     | 0      | 1    | 2     |
| 9.      | Paragwaj  | 0     | 1      | 1    | 2     |
| 10.     | Panama    | 0     | 1      | 0    | 1     |

## Rekordy
Podczas mistrzostw ustanowiono 12 krajowych rekordów w kategorii seniorów:
| Zawodnik                | Reprezentacja | Konkurencja                   | Rezultat  |
| ----------------------- | ------------- | ----------------------------- | --------- |
| Jhon Cusi               | Peru          | bieg na 10 000 m              | 28:56,50  |
| Giraldo Gerar           | Kolumbia      | bieg na 3000 m z przeszkodami | 8:44,48   |
| Maximiliano Díaz        | Argentyna     | trójskok                      | 16,51     |
| Andrés Chocho           | Ekwador       | chód na 20 000 m              | 1:20:23,8 |
| Gustavo Adolfo Restrepo | Kolumbia      | chód na 20 000 m              | 1:20:36,6 |
| Yerko Araya             | Chile         | chód na 20 000 m              | 1:20:47,2 |
| Rosa Godoy              | Argentyna     | bieg na 5000 m                | 15:43,36  |
| Rosa Godoy              | Argentyna     | bieg na 10 000 m              | 32:51,10  |
| Leryn Franco            | Paragwaj      | rzut oszczepem                | 55,66     |
| Ingrid Hernández        | Kolumbia      | chód na 20 000 m              | 1:32:09,4 |
| Milángela Rosales       | Wenezuela     | chód na 20 000 m              | 1:32:17,6 |
| Yadira Guamán           | Ekwador       | chód na 20 000 m              | 1:33:18,0 |